# Attentat du 22 mai 2008 à Exeter
L'attentat du 22 mai 2008 à Exeter est une tentative d'attentat ratée qui a eu lieu le 22 mai 2008, au café-restaurant Giraffe à Exeter en Angleterre. Le kamikaze, Nicky Reilly, né le 5 février 1986 et mort le 19 octobre 2016, âgé de 22 ans au moment des faits, originaire de Plymouth et qui est la seule personne blessée dans cet attentat, a plaidé coupable le 15 octobre 2008 d'avoir lancé la tentative d'attentat suicide.

## Faits
L'attaque a eu lieu à 12 h 50 (13 h 55 heure de Paris) alors que le kamikaze se trouvait dans une cabine verrouillée dans les toilettes du restaurant. Des témoins à l'intérieur et autour du restaurant ont rapporté avoir entendu une forte détonation. La plupart des gens ont rejeté cette hypothèse, pensant que le bruit provenait d’un chantier de construction voisin. Un autre témoin a rapporté que cela « ressemblait plus à des coups de feu qu'à une bombe, comme une ampoule qui explose ». La police a été immédiatement appelée sur les lieux et le restaurant a été évacué.

### Évacuation

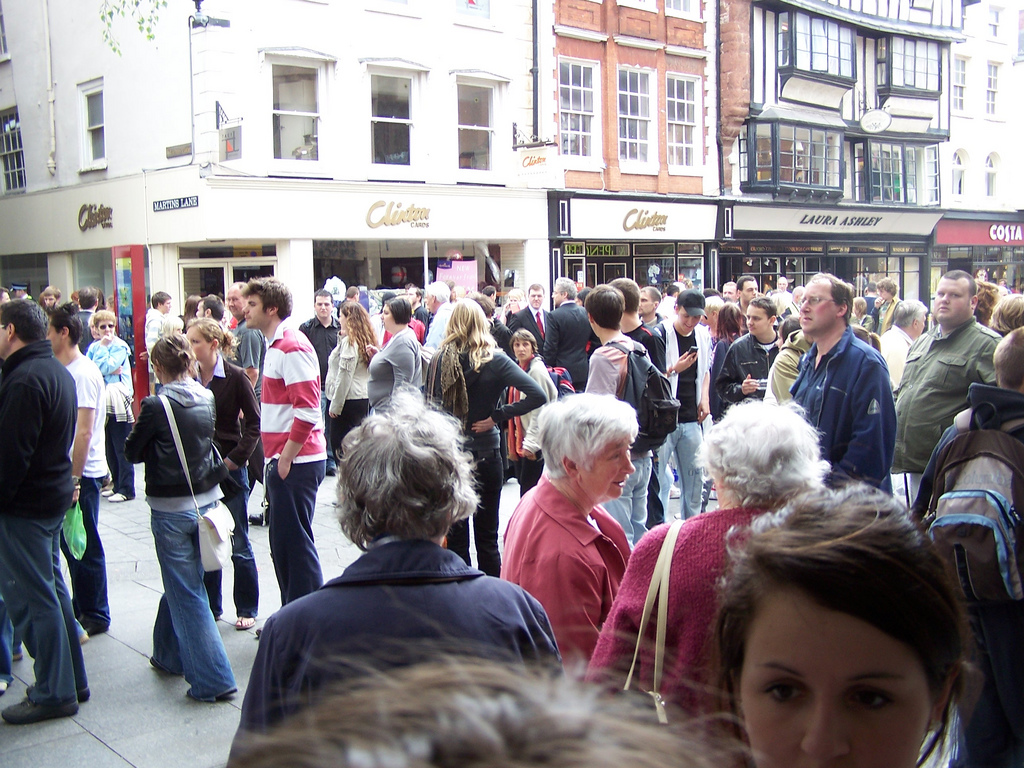
Des milliers de personnes ont été évacuées du centre-ville d'Exeter.

Après l'évacuation du restaurant, la police a évacué et bouclé la zone immédiate par crainte d'un autre engin. Ce périmètre de sécurité était à l'origine limité au quartier de Princesshay, mais a ensuite été étendu pour couvrir l'ensemble du centre-ville, du bas de High Street à Sidwell Street. Un autre engin a été retrouvé à proximité du café, mais a été neutralisé par une équipe de déminage venu sur place.

### Chronologie

#### Jeudi 22 mai 2008
- 11 h 20 : Nicky Reilly monte à bord d'un bus Stagecoach à deux étages numéro X38 à la gare routière de Bretonside à Plymouth en direction de Paris Street, Exeter[4].
- 13 h 05 : Reilly arrive à Exeter[4].
- 13 h 50 : La police et les services d'ambulance reçoivent des appels de membres du public signalant qu'un homme a été blessé dans une explosion au café-restaurant Giraffe à Princesshay.
- 14 h 00 : Un cordon de 100 m est établi et la police commence à évacuer la zone.
- 14 h 40 : La police confirme qu'une explosion s'est produite.
- 15 h 00 : L'homme blessé est transporté à l'hôpital.
- 15 h 20 : Les démineurs arrivent sur les lieux avec des chiens renifleurs.
- 16 h 00 : Le centre-ville, y compris Princesshay, High Street, Paris Street et une partie de Sidwell Street, est bouclé et évacué par la police.
- 16 h 25 : La police confirme qu'un homme est en garde à vue à la suite de l'explosion.
- 17 h 15 : Les experts en déminage se préparent à entrer dans le restaurant Giraffe. La police révèle avoir été appelée pour trois autres signalements d'engins suspects dans le centre-ville – dans les magasins et restaurants Primark et McDonald's – mais toutes se sont révélées être de fausses alertes.
- 18 h 15 : Les officiers de police scientifique commencent à examiner le restaurant Giraffe après que les experts en déminage ont déclaré la scène sûre.
- 19 h 50 : La police révèle que deux engins ont été retrouvés, l'un ayant explosé et l'autre ayant été mis en sécurité.
- 20 h 00 : Début de la levée progressive des cordons et les travailleurs sont autorisés à retourner dans les commerces et bureaux de la zone d'exclusion pour récupérer leurs effets personnels, six heures après leur évacuation. Les automobilistes peuvent également récupérer leur voiture sur les parkings de Princesshay et Southernhay.

#### Vendredi 23 mai
- 13 h 47 : La police révèle des images de vidéosurveillance de Reilly et lance un appel à témoins dans le bus X38 de Plymouth Bretonside à la gare routière de Paris Street, Exeter[3].
- Vers 14 h 00 : Une équipe de déminage arrive au domicile de Reilly à Plymouth alors que la police enquête sur son appartement[5].
- Vers 15 h 00 : Une partie de Plymouth est bouclée après la découverte d'un colis suspect. Il s’avère plus tard que ce n’est pas une menace[6].
- Vers 16 h 00 : La police armée cible deux hommes qui boivent au café Bagatelle dans le centre-ville de Plymouth. L'un est arrêté et l'autre aiderait la police[5].

#### Samedi 24 mai
- Vers 12 h 00 : Les entreprises des deux villes révèlent que la clientèle est revenue à la normale.

#### Lundi 26 mai
- Vers 15 h 00 : Nicky Reilly sort de l'hôpital et est placé en garde à vu immédiatement[7].

## Conséquences
Un large périmètre de sécurité fut mis en place autour du site de l'attentat a provoqué des perturbations considérables. En plus de la fermeture des magasins le long de la High Street, le principal opérateur de bus de la ville, Stagecoach Devon, a dû réacheminer ses bus dans d'autres quartiers, provoquant des retards de circulation. La gare routière de la ville a également été évacuée. Ce n'est que plusieurs heures après l'attaque que le cordon, qui s'était étendu jusqu'à inclure la gare routière d'Exeter, a été réduit et que de nombreuses routes entourant le centre commercial ont été rouvertes vendredi, tous les magasins – sauf le restaurant concerné – ont été rouverts comme d'habitude. On estime que l’incident a coûté à l’économie locale environ 2,5 millions de livres sterling.

### Enquête
Une équipe d'une vingtaine de spécialistes (dont des officiers de police scientifique, des experts du renseignement et des détectives) de la branche antiterroriste SO15 de Scotland Yard a été mobilisée pour aider la police du Devon et des Cornouailles dans ses enquêtes. Peu de temps après l'arrestation, la police a commencé à fouiller le centre communautaire musulman de St Jude's, à Plymouth.

## Arrestations

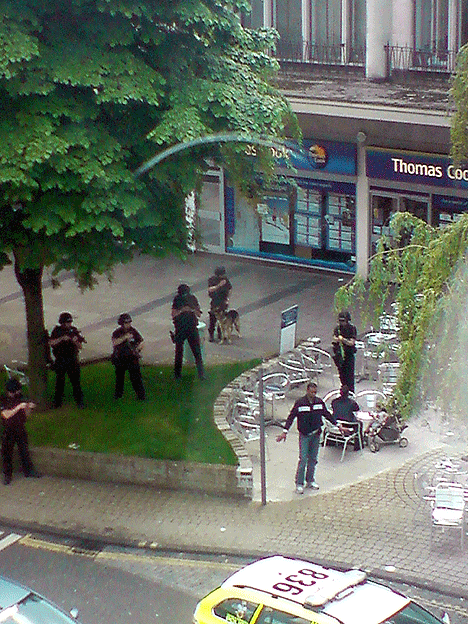
Une des arratestaions à Plymouth

Depuis l'explosion d'Exeter, quatre arrestations ont été effectuées en lien avec l'incident. En vertu de la loi sur le terrorisme de 2006, une personne arrêtée pour des infractions terroristes peut être placée en garde à vue pendant 28 jours sans être inculpée.

### Nicky Reilly
Nicky Raymond Reilly (plus tard connu sous le nom de Mohamed Abdulaziz Rashid Saeed-Alim), âgé de 22 ans, est né à Plymouth, où il vivait avec sa mère, Kim. Il avait déjà été interné dans un hôpital psychiatrique. Il a été signalé par la suite qu'il souffrait de difficultés d'apprentissage et du syndrome d'Asperger. Après sa conversion à l'islam, il a changé de nom et est tombé sous l'influence d'extrémistes religieux pakistanais, qui l'ont radicalisé à l'islamisme jusqu'à ce qu'il fasse exploser la bombe à clous à Exeter.
Le 3 juin 2008, il a été inculpé de trois infractions, l’une en vertu de la loi de 2006 sur le terrorisme et deux autres en vertu de la loi de 1883 sur les substances explosives. Il a comparu devant les magistrats d'un tribunal sécurisé de Westminster, à Londres, le 4 juin 2008 et a été placé en détention provisoire.
Le 15 octobre 2008, Reilly a plaidé coupable de tentative de meurtre et de préparation d'un attentat terroriste. Les informations publiées après son plaidoyer de culpabilité ont révélé que Reilly était obsédé par le martyre et voulait causer autant de morts et de blessures que possible. Le 30 janvier 2009, Reilly a été condamné à la réclusion à perpétuité avec une peine minimale de 18 ans.
Le 20 octobre 2016, il a été signalé que Reilly, alors âgé de 30 ans, était décédé à la prison de Manchester. Le 7 novembre, une enquête sur sa mort a été ouverte et ajournée. L’enquête s’est terminée en décembre 2018. Elle a conclu que Reilly avait été retrouvé pendu à un luminaire dans sa cellule et qu'il était probable qu'il ait agi de manière impulsive sans intention de se suicider.

### Autres arrestations
Le 23 mai 2008, le centre-ville de Plymouth a été évacué et la police armée a arrêté une autre personne. Un deuxième individu a été arrêté et a aidé la police dans son enquête, mais a été libéré plus tard. Le 28 mai 2008 à 17h30, un quatrième homme a été arrêté pour interrogatoire. L'un des hommes arrêtés et soupçonnés d'être impliqués était le prédicateur musulman Mansour Al-Anezi. Ce dernier, qui avait été interdit de prêcher dans sa mosquée locale à cause des inquiétudes de la ville en raison de ses opinions anti-occidentales, était soupçonné d'avoir radicalisé Reilly et a ensuite été associé à Salman Abedi, le poseur de bombes de la Manchester Arena.